# Сонцеворот (фільм)
«Сонцеворот» — кінофільм режисера Олексія Лісовця, що вийшов на екрани в 2012 році.

## Синопсис
Михайло разом із дружиною і дитиною переїжджає до столиці у пошуках кращого життя. Він влаштовується гувернером до сина дуже багатих батьків, які часто обертаються в московському вищому колі. На один із таких раутів і потрапляє наш герой. Там він знайомиться з чарівною оперною співачкою Машею. Звідтоді він втрачає спокій. Усі його думки про свою нову знайому, але ж є ще й зобов'язання перед родиною. Ця дилема рве Михайла на частини і неминуча розв'язка наближається...

## Ролі
| Актор                    | Роль                |
| ------------------------ | ------------------- |
| Олександр Кобзар         | -                   |
| Алеса Качер              | -                   |
| Олеся Жураківська        | -                   |
| Марина Кукліна           | -                   |
| Михайло Жигалов          | -                   |
| Дмитро Суржиков          | -                   |
| Антон Вахліовський       | -                   |
| Володимир Задніпровський | -                   |
| Софія Стеценко           | Даша донька Михайла |
| Валентина Іщенко         | -                   |

## Знімальна група
- Режисер — Олексій Лісовець
- Сценарист — Олена Караваєшнікова
- Продюсер — Влад Ряшин, Галина Балан-Тимкин, Олена Теплова
- Композитор — Володимир Кріпак